# Muzeul Kon-Tiki

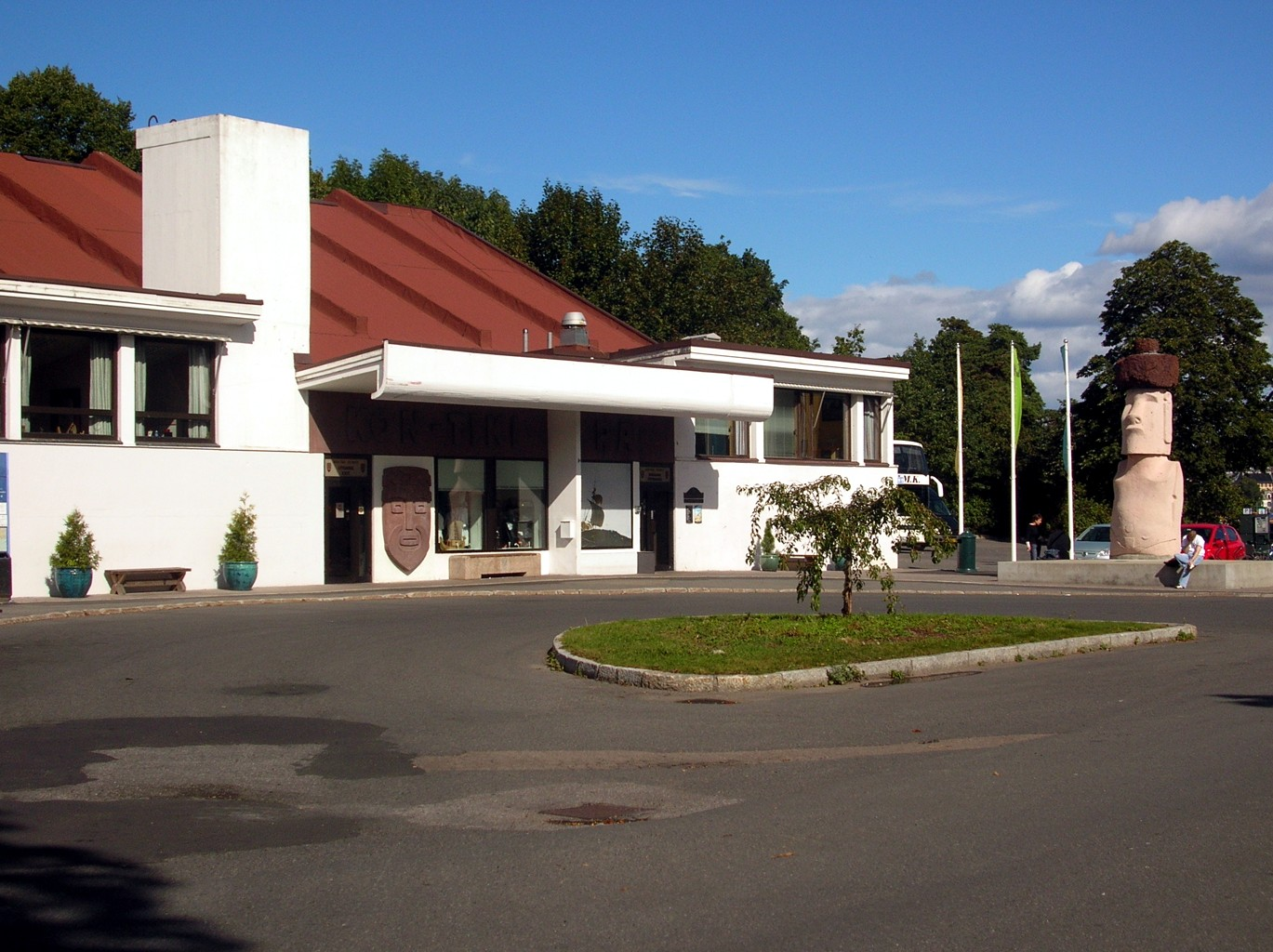
Clădirea muzeului Kon-Tiki.

Muzeul Kon-Tiki (norvegiană: Kon-Tiki Museet) este un muzeu localizat pe peninsula Bygdøy din Oslo, Norvegia. Aici sunt expuse ambarcațiuni și hărți din cadrul expediției Kon-Tiki, și de asemenea conține o bibliotecă cu mai mult de 8000 de cărți. Muzeul a fost deschis în 1949 într-o clădire provizorie. În 1957, clădirea curentă a fost proiectată de către arhitecții F. S. Platou și Otto Torgersen și apoi pusă în folosință. În 1978, a anexă a muzeului proiectată de către Torgersen a fost deschisă. 
Muzeul Kon-Tiki este situat în apropierea altor muzee, printre care se numără Muzeul Fram, Muzeul Norvegian de Istorie Culturală, Muzeul Vaselor Vikinge și Muzeul Maritim Norvegian.